# Paul Karl Eduard Ziegler

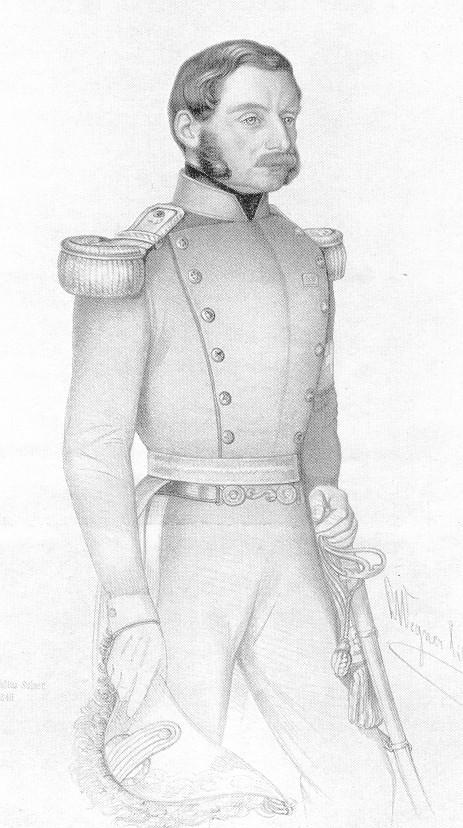
Paul Karl Eduard Ziegler

Paul Karl Eduard Ziegler (Sterzing, 11 december 1800 - Zürich, 21 augustus 1882) was een Zwitsers politicus voor de radicalen.

## Biografie
Van 1837 tot 1840 was Paul Ziegler burgemeester van Zürich. Hij was ook lid van de Regeringsraad van Zürich, de kantonnale regering. In 1862, 1864 en 1866 was hij voorzitter van deze Regeringsraad.
Van 6 november 1848 tot 1 december 1855 en van 3 december 1860 tot 2 december 1866 was Paul Ziegler lid van de Nationale Raad. Bij de Bondsraadsverkiezingen van 1861 werd hij naar voren geschoven als kandidaat-Bondsraadslid ter opvolging van de overleden Jonas Furrer. Hij verloor echter van Jakob Dubs, die 90 stemmen behaalde tegenover 13 voor Ziegler.